# Cassipourea hiotou
Cassipourea hiotou är en tvåhjärtbladig växtart som beskrevs av Aubrev. och Pellegr.. Cassipourea hiotou ingår i släktet Cassipourea, och familjen Rhizophoraceae. Inga underarter finns listade i Catalogue of Life.